# Жирафа Ротшильда
Жирафа Ротшильда (Giraffa camelopardalis camelopardalis) — екотип нубійської жирафи. Це одна з популяцій жираф, які перебувають під найбільшою загрозою зникнення, у 2018 році в дикій природі налічувалося 1399 статевозрілих особин. Жирафа Ротшильда одна з найбільш охоронюваних жираф. Ці тварини показують найкращі темпи зростання популяції. Так за даними 2024 року в Кенії їх популяція перевищила 1,000 особин, а в Уганді чисельність популяції сягнула 2,420 особин, що є найкращим показником серед усіх підвидів жирафів. Чисельність багатьох з них або продовжує зменшуватися, або на стадії стабілізації. Ймовірно такий успіх пов'язаний, з тим, що жираф Ротшильда почали охороняти значно раніше за решту жираф. У 1960-х, коли розпочався активний захист жираф Ротшильда, їх залишалося лише 350 особин. Натомість на інших жираф громадськість звернула увагу лише у 2016 році, коли глобальний перепис жираф на континенті показав критичне зменшення цих тварин.

## Таксономія та еволюційна історія

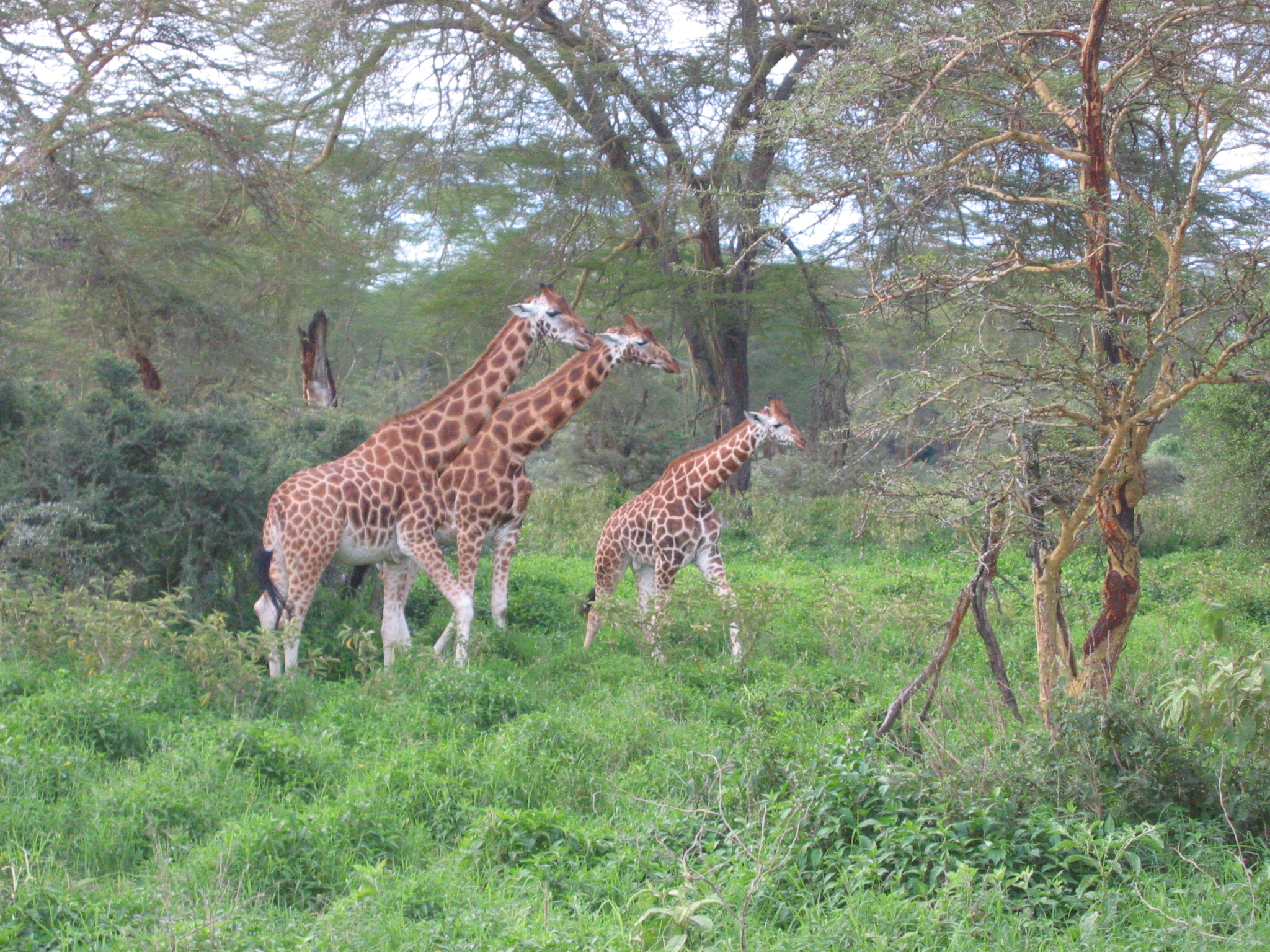
Жирафи Ротшильда в Національному парку озера Накуру в Кенії

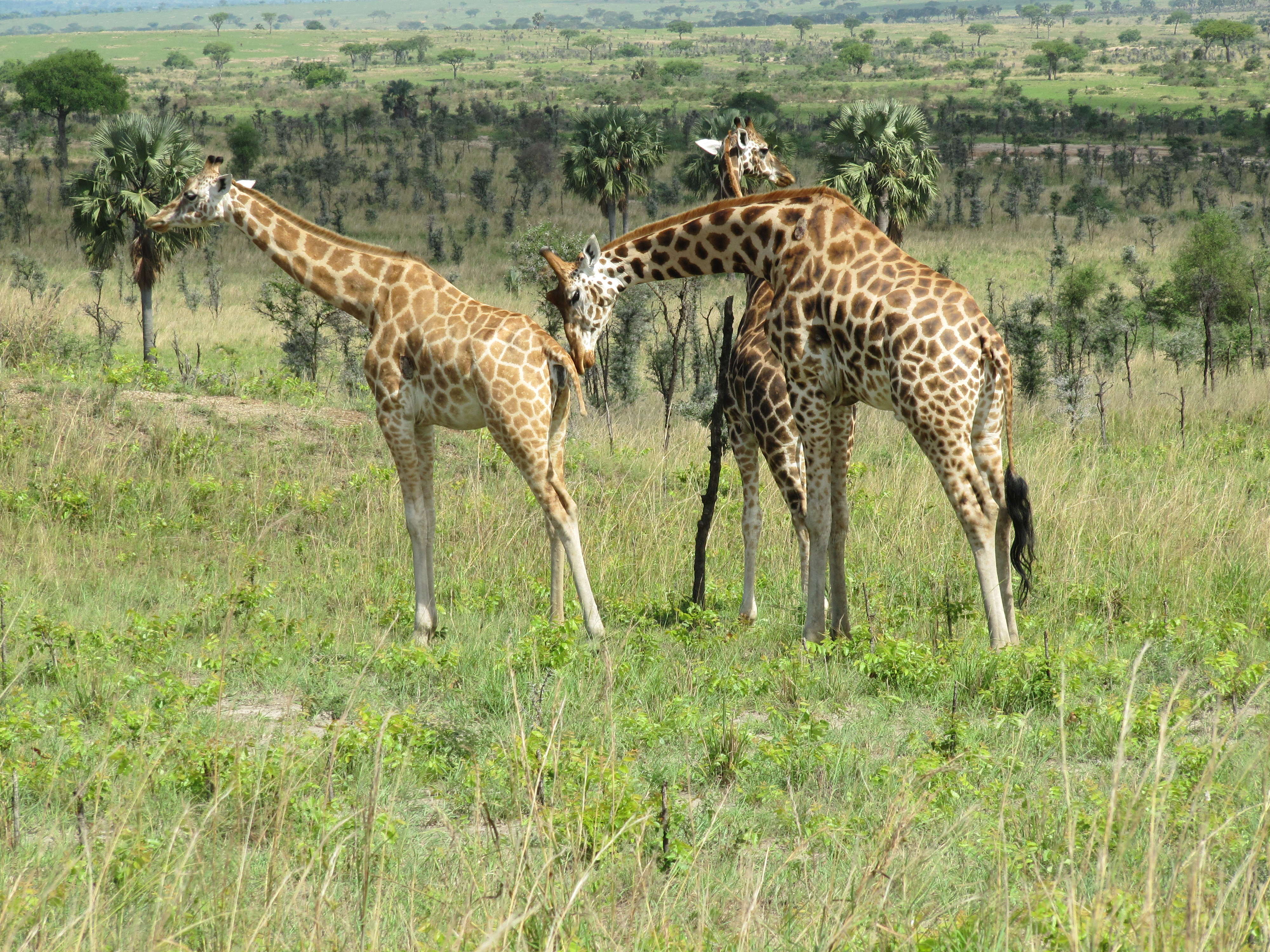
Жирафи Ротшильда в Національному парку Мерчисон-Фоллз в Уганді

Жирафа Ротшильда (Giraffa camelopardalis rothschildi) названа на честь засновника Музею Тринга Уолтера Ротшильда, також відома як жирафа Барінго, на честь району озера Барінго в Кенії, або як угандійська жирафа. Усі особини, що живуть у дикій природі, знаходяться в заповідних зонах Кенії та Уганди. У 2007 році жирафу Ротшильда було запропоновано вважати окремим підвидом від інших жираф. У 2016 році жирафу Ротшильда було запропоновано розглядати, як конспецифічну з нубійською жирафою (піднято до повного виду), але ця систематика не була широко прийнята.

## Характеристики
Жирафу Ротшильда легко відрізнити від інших підвидів. Найбільш очевидна ознака полягає в забарвленні хутра. Тоді як сітчаста жирафа має дуже чітко окреслені темні плями з яскраво-білуватими каналами між ними, жирафа Ротшильда більше нагадує масайську жирафу. Однак, якщо порівнювати з масайською жирафою, екотип Ротшильда блідіший, оранжево-коричневі плями менш зубчасті та гострі за формою, а сполучний канал має більш кремовий відтінок. Крім того, у жирафи Ротшильда немає відмітин на гомілці, що створює враження, ніби вона одягнена у білі панчохи.
Ще одна відмінна риса жирафи Ротшильда, хоча її важче помітити, це кількість рогів на голові. Це єдиний фенотип жирафа, який народжується з п'ятьма ріжками. Два з них є більшими та більш очевидними у верхній частині голови, які є загальними для всіх жираф. Третій ріг часто можна побачити в центрі чола жирафи, а два інших знаходяться за вухами. Щодо гібридизації та середовища існування: жирафи Ротшильда мають різні генетичні маркери, яких зазвичай немає в інших видів, що захищає їхні популяції від вимирання та гібридизації. Вони також вищі зростом, ніж інші підвиди, досягаючи 5,88 м у висоту. Вони можуть важити до 1,300 кг.
Самці більші за самиць, а їхні два найбільші рожки зазвичай лисі, через часті дуелі. Зазвичай вони мають темніший колір, ніж самиці, хоча це не є гарантованим показником статі.
Вважається, що м'ясо жирафи Ротшильда дуже солодке, а його кістки містять особливий тип жиру, який традиційні культури використовують як лікарські компоненти.

## Ареал і поширення
Ізольовані популяції жираф Ротшильда живуть у саванах, луках і відкритих лісах Уганди та Кенії. Можливо, вони регіонально вимерли в Південному Судані та північно-східній частині Демократичної Республіки Конго. 60 % популяції жираф Ротшильда проживає в Уганді. Найбільша їх популяція в Національному парку Водоспад Мерчісона.

## Екологія та поведінка
Жирафи Ротшильда спаровуються в будь-яку пору року і мають період вагітності від 14 до 16 місяців, зазвичай народжуючи одне дитинча. Вони живуть невеликими стадами, причому самці та самиці з дитинчатами живуть окремо, змішуючись лише для спаровування. Жирафи Ротшильда терпимі до інших тварин, які їх оточують, якщо вони не відчувають загрози. Здебільшого вони дуже доброзичливі, але, як відомо, самці вступають у бійки за право паруватися. Паруються жирафи протягом усього року.

## Загрози та збереження
Жирафа Ротшильда перебуває на межі зникнення. Залишилося дуже мало місць, де жирафу Ротшильда можна побачити в дикій природі, найвідомішими місцями є Національний парк озера Накуру в Кенії і Національний парк Водоспад Мерчісона (парк володіє найбільшою популяцією жираф, станом на 2024 рік в ньому нараховувалося 1800 особин жирафи Ротшильда) на півночі Уганди.
Дві карликові жирафи висотою менше 3 м були помічені в Національному парку Водоспад Мерчісона. Вчені припускають, що їхня карликовість могла бути спричинена інбридингом через зменшення популяції, що також є великою загрозою для популяції.

## В неволі
Існують різні програми розведення в неволі — зокрема, у Центрі жирафів у Найробі, у Кенії — які спрямовані на розширення генофонду в дикій популяції жираф Ротшильда. Понад 450 особин утримуються в зоопарках, зареєстрованих ISIS (міжнародна система інформації про види) (до яких не входить Центр жирафів у Найробі), що робить його та сітчастого жирафа найпоширенішими фенотипами жирафів в неволі.